# 深津諭美子
深津 諭美子（ふかつ ゆみこ、1948年〈昭和23年〉8月24日 - 2015年〈平成27年〉6月11日）は、日本の書家。娘は女優の深津絵里。大分県別府市出身。雅号は諭黄（ユンホン）。

## 経歴
実父も書道家であったが、自らは服飾デザイナー志望で福岡市にブティックを開く。1994年（平成6年）頃にブティックを閉めて東京に移り、本格的に書道に取り組む。その後、2003年頃に上海大学で書道を学び、歯ブラシ、ほうき、たわし、ストロー等も筆代わりにして、両手や左手を使って書く「漢字アート」とよばれる独自の手法で個展を催し始める。
娘が有名女優ということもあり、長く「諭黄」を名乗り本名を伏せてきた。しかし、2009年に開いた個展を機に実名の「深津 諭美子」を使用。
2014年11月に、東久邇宮文化褒賞を受賞。同時期に、末期の肺癌であることを公表していた。2015年6月16日、死去していたことが判明した。亡くなった日時は不明。後に11日に亡くなったと公表された。66歳没。